# New Port Richey, Florida
New Port Richey este un oraș cu 17.000 loc. (2004) situat în statul Florida, din SUA. Territoriul orașului se întinde pe o suprafață de 12,5 km².
1. ↑  2010 U.S. Gazetteer Files, accesat în 9 iulie 2020